# Sveti Andrija (Puljski zaliv)
Koordinati:   44°52′21″N, 13°49′32″E
Sveti Andrija je otoček v jugozahodnem delu Istre, v  Puljskem zalivu.
Površina otočka, na katerem stoji svetilnik, meri 0,055 km². Dolžina obalnega pasu je 1,0 km.
Iz pomorske karte je razvidno, da svetilnik, zgrajen na južni strani otočka, oddaja svetlobni signal: R Bl 5s.
Na otočku se nahajajo ruševine nekdanje bizantinske cerkve in utrdba Fort Kaiser Franz, zgrajena v obdobju Avstro-Ogrske. 
Zahodno od otočka so pod morjem ostanki potopljene avstroogrske bojne ladje SMS Viribus Unitis. Sedaj otok koristi ladjedelnica Uljanik za skladiščenje ladijskih delov, v bodočnosti pa se načrtuje vključitev otoka v gostinsko-turistično ponudbo mesta Pulj.  